# Station Kluczbork
Station Kluczbork is een spoorwegstation in de Poolse plaats Kluczbork.